# Donar in het seizoen 2014-15
Het seizoen 2014–15 van Donar was het 43e seizoen van de club. Dit seizoen won Donar de Supercup en de NBB-Beker. In de DBL was het de verliezend finalist.
Dit was het eerste seizoen sinds GasTerra afscheid nam als hoofdsponsor, en het is de eerste keer sinds 2003 dat de club de originele clubnaam "Donar" draagt.

## Team
Voor het seizoen werd bekendgemaakt dat ook in het spelersbudget zou worden gesneden. Coach Ivica Skelin, die een doorlopend contract bezat, bleef bij de club.

## Gebeurtenissen
- 23 juni 2014 – Groningen besluit zich niet in te schrijven voor de EuroChallenge, de Europese competitie.[1]
- 8 juli 2014 – Arvin Slagter - de MVP van vorig seizoen - vertrekt naar rivaal Den Bosch. Ross Bekkering blijft wel bij de club.[2]
- 16 juli 2014 – Het bestuur van SPBG maakt bekend dat er over het seizoen 2013/14 ook een verlies is geleden, er is een tekort van € 135.000 ontstaan. Om het te dichteen zal de club dit seizoen flink bezuinigen, ook op het spelersbudget wordt ingekort.[3] Daarbij maakt de club bekend dat er een nieuwe organisatiestructuur komt, zo wordt er o.a. een directeur aangesteld.
- 17/18 juli 2014 – Jessey Voorn slaat de aanbieding van Groningen af en vertrekt.[4] Thomas Koenis tekent wel voor één seizoen bij.[5]
- 22–29 juli 2014 – Jason Dourisseau en Yannick van der Ark maken bekend te vertrekken. Sean Cunningham end Mark Ridderhof tekenen beiden voor één seizoen.
- 15 augustus 2014 – Voor het eerst sinds 2003 zal de club weer onder de naam Donar spelen.[6]
- 21/24 augustus 2014 – De Britse Canadees Nik Cochran en de Amerikaan DeJuan Wright tekenden een contract bij Donar.[7]
- 24 september 2014 – Donar neemt afscheid van Cochran, nadat na een medisch onderzoek blijkt dat zijn rugblessure een te groot probleem is.[8]
- 27 september 2014 – Donar wint de Supercup.
- 28 september 2014 – Lance Jeter wordt aangetrokken.[9]
- 6 november 2014 – Mark Sanchez wordt aangetrokken.[10]
- 5 januari 2015 – Stefan Mladenovic wordt aangetrokken.[11]
- 27 januari 2015 – Bill Clark wordt aangetrokken.[12]

## Voorbereiding
| 5 september | Donar        | 68–58 | Chemnitz '99 | Uithuizen |  |
| 5 september |              |       |              |           |  |
| 5 september | {{{series}}} |       |              |           |  |
|             |              |       |              |           |  |

| 5 september | Donar        | 68–77 | Leuven Bears | Assen |  |
| 5 september |              |       |              |       |  |
| 5 september | {{{series}}} |       |              |       |  |
|             |              |       |              |       |  |

| 5 september | Eisbären Bremerhaven | 92–45 | Donar | Bremerhaven, Duitsland |  |
| 5 september |                      |       |       |                        |  |
| 5 september | {{{series}}}         |       |       |                        |  |
|             |                      |       |       |                        |  |

| 14 september | Basic-Fit Brussels | 81–53 | Donar | Brussel |  |
| 14 september |                    |       |       |         |  |
| 14 september | {{{series}}}       |       |       |         |  |
|              |                    |       |       |         |  |

| 19 september | Donar        | 73–82 | Hamburg Towers | Sportcentrum, Leek |  |
| 19 september |              |       |                |                    |  |
| 19 september | {{{series}}} |       |                |                    |  |
|              |              |       |                |                    |  |

| 21 september | Donar        | 82–69 | Challenge Sports Rotterdam | MartiniPlaza, Groningen |  |
| 21 september |              |       |                            |                         |  |
| 21 september | {{{series}}} |       |                            |                         |  |
|              |              |       |                            |                         |  |

## Supercup
| 27 september 2014 19:30 | Donar                                                | 78–67   | Zorg en Zekerheid Leiden                           | MartiniPlaza, Groningen                                                    |  |
| 27 september 2014 19:30 | DeJuan Wright 20 Ross Bekkering 11 Sean Cunningham 5 | Verslag | Will Felder 20 Mohamed Kherrazi 11 Rogier Jansen 4 | Kwartstanden: 18–15, 24–15, 23–17, 13–20 Toeschouwers: 1.040 TV: Podium.TV |  |
| 27 september 2014 19:30 |                                                      |         |                                                    |                                                                            |  |
|                         |                                                      |         |                                                    |                                                                            |  |

Amsterdam · Den Bosch · Den Helder · Donar · Leeuwarden · Leiden · Rotterdam · Weert · Zwolle